# 王建玲
王建玲是一名華裔美國數學家，現任加州大學戴維斯分校統計學傑出教授，主要研究降維、功能數據分析和老化。

## 生平
王建玲於1975年畢業於國立臺灣大學，獲得數學學士學位。她於1978年獲得加州大學柏克萊分校數學碩士學位，並於1982年獲得加州大學柏克萊分校統計學博士學位；她的論文由呂西安·勒·凱姆指導，題目是 《失效率遞增分佈的漸近最小估計器》。在愛荷華大學開始教職生涯後，她於1984年來到加州大學戴維斯分校。1999年至2003年，她擔任加州大學戴維斯分校統計系主任。

## 榮譽
王建玲是美國統計協會和國際數理統計學會的會士。2010年，她榮獲國際華人統計協會傑出服務獎。她是2016年美國統計協會戈特弗里德·諾特高級學者獎得主。2022年，她獲選為中央研究院院士。

## 外部連結
- Home page （页面存档备份，存于）
- 由Google学术搜索索引的王建玲出版物